# Otto Hoevermann
Otto Hoevermann, född 11 november 1888 i Bonn, död 13 december 1953, var en tysk jurist och politiker. Den 6 maj 1945 utnämndes han av Tredje rikets sista statsöverhuvud, Karl Dönitz, till Oberpräsident i Provinsen Schleswig-Holstein och efterträdde därmed Hinrich Lohse. De brittiska ockupationsmyndigheterna avskedade Hoevermann den 15 november 1945 och ersatte honom med Theodor Steltzer.